# خرس لاحركي
خرس لاحركي هي حالة يكون فيها المريض، وكأنه قطعة أثاث، ثابت لايتحرك (لاحركية)، وصامت لايتكلم (بكم)، غالباً ما يكون السبب ورماً أو عللاً أخرى في البطين الثالث للدماغ. قد يتطور داء كروتزفيلد جاكوب إلى هذه الحالة قبل أن ينتهي بالوفاة في غضون سنة من بدء تظاهره السريري.

## الأنواع
يختلف الخرس الحركي باختلاف المرضى. يتوافق شكله وشدته وميزاته السريرية بشكل أوثق مع تشريحه الوظيفي بدلًا من علم الأمراض. ومع ذلك، فإن الخرس الحركي يظهر غالبًا في شكلين مختلفين: أمامي ودماغ متوسطي.

### الخرس الأمامي المتحرك
يمكن أن يحدث الخرس الحركي في المنطقة الأمامية من الدماغ ويحدث بسبب تلف الفص الجبهي الثنائي. يوصف الخرس الحركي نتيجة لتلف الفص الجبهي سريريًا على أنه فرط. يحدث في المرضى الذين يعانون من اضطرابات الدورة الدموية الثنائية في منطقة إمداد الشريان الدماغي الأمامي.

### الخرس الحركي المتعلق بالدماغ المتوسط
يمكن أن يحدث الخرس الحركي أيضًا نتيجة لتلف منطقة الدماغ المتوسطة في الدماغ. يصنف الخرس الحركي المتعلق بالدماغ المتوسط سريريًا على أنه خرس حركي نائم أو لا مبالي. يتميز بشلل النظرة العمودي وشلل العين. تتنوع شدة حالة الخرس الحركي هذه، لكنها تتميز بالنعاس، ونقص الحافز، والنعاس المفرط، وانخفاض الأفعال اللفظية والحركية العفوية.

## الأسباب
يمكن أن يحدث الخرس الحركي بسبب مجموعة متنوعة من الأشياء. غالبًا ما يحدث بعد إصابة الدماغ أو كعرض من أعراض أمراض أخرى.

### تلف الفص الجبهي
غالبًا ما ينتج الخرس الحركي عن إصابة شديدة في الفص الجبهي حيث يكون نمط التحكم المثبط هو زيادة السلبية وتقليل الكلام والحركة تدريجيًا.

### السكتة الدماغية الثلاثية
تحدث العديد من حالات الخرس الحركي بعد السكتة الدماغية. يساعد المهاد على تنظيم الوعي واليقظة.

### استئصال التلفيف الحزامي
سبب آخر لكل من عدم القدرة على الحركة والخرس هو استئصال التلفيف الحزامي. استخدم تدمير التلفيف الحزامي في علاج الذهان. تؤدي مثل هذه الآفات إلى عدم القدرة على الحركة، والخرس، واللامبالاة، ونقص الانتباه للمنبهات المؤلمة. يُعتقد أن القشرة الحزامية الأمامية توفر عامل تنشيط عالمي يحفز اتخاذ القرار. عندما تتضرر القشرة الحزامية الأمامية، يمكن أن يؤدي إلى خرس حركي.

### أسباب أخرى
يعتبر الخرس الحركي أحد الأعراض خلال المراحل الأخيرة من مرض كروتزفيلد جاكوب (مرض دماغي تنكسي نادر) ويمكن أن يساعد في تشخيص المرضى المصابين بهذا المرض. يمكن أن تحدث أيضًا في السكتة الدماغية التي تؤثر على مناطق الشريان الدماغي الأمامي. سبب آخر هو السمية العصبية بسبب التعرض لبعض الأدوية مثل تاكروليموس وسيكلوسبورين.